# Hudschwīrī

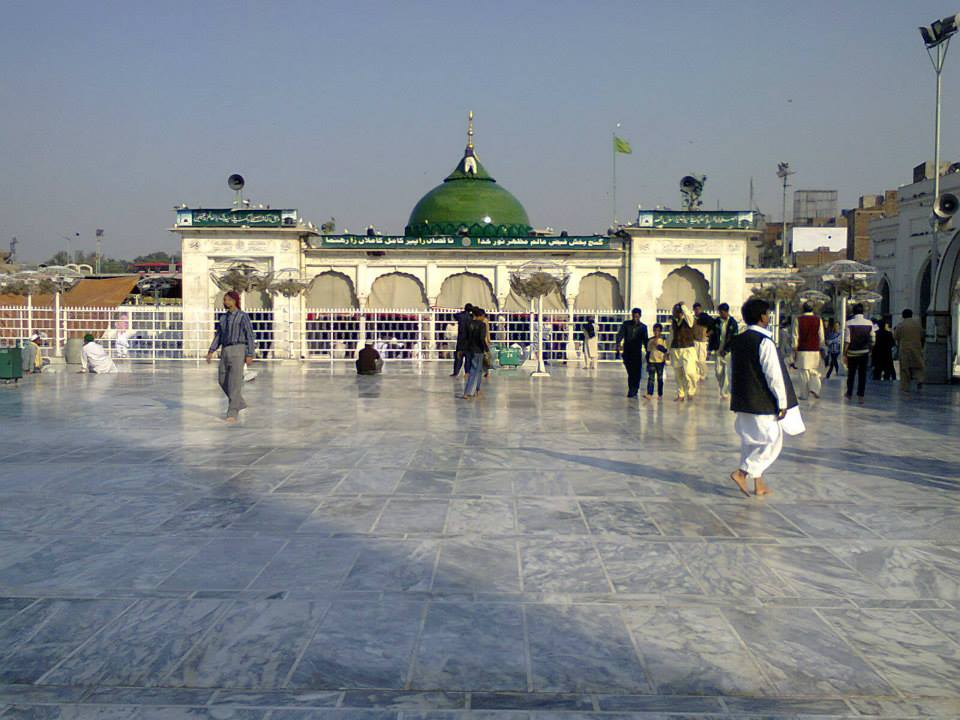
Data Gandsch, das Grabmausoleum von Hudschwīrī in Lahore

Abū l-Hasan ʿAlī ibn ʿUthmān Hudschwīrī (arabisch ابو الحسن علي بن عثمان هجويري, DMG Abū l-Ḥasan ʿAlī b. ʿUṯmān Huǧwīrī; geboren um 990 in Huǧwīr nahe Ġaznā/Ġaznī; gestorben 1071 oder 1077 in Lahore/Lāhaur, der indischen Hauptstadt der Ghaznawiden) war ein persischer Sufi-Schriftsteller, Theologe und Mystiker. Er ist Verfasser mehrerer Werke über islamische Mystik, u. a. des Kaschf al-Mahdschub („Kašf al-maḥǧūb“; „Die Enthüllung des Verschleierten“), des ältesten persischen Handbuchs über islamische Mystik, das von Reynold A. Nicholson ins Englische übersetzt wurde (1911).
Hudschwīrī, der als Data Gandsch Bachsch bekannt ist, war maßgeblich an der Verbreitung des Islam in Südasien beteiligt. Viele Jahre seines Lebens verbrachte er mit Reisen, darunter in den Iran, Irak und Syrien, wo er vielen angesehenen Mystikern begegnete. Er war Schüler von Abu'l-Fadl Muhammad b. al-Hasan al-Chuttali.
Sein Mausoleum, der Schrein von Hazrat Data Gandsch Bachsch, befindet sich in Lahore, Pakistan, und ist eine wichtige Pilgerstätte, die neben Muslimen auch von Hindus, Sikhs und Christen verehrt wird.

## Werke
- Kashf al-mahjub (englische Übersetzung von Reynold A. Nicholson in der E. J. W. Gibb Memorial Series 17, Digitalisat)
- Dīwān
- Kitāb al-bayān li-ahl al-iyān

## Video
- Aulia Allah – Hazrat Data Ganj Bakhsh Ali Hajweri – Darbar Sharif in Lahore